# محطة لاوكا للطاقة الكهرومائية
محطة لاوكا للطاقة الكهرومائية هي محطة طاقة كهرومائية قيد الإنشاء في أنغولا.عند اكتمالها ستصبح أكبر محطة كهربائية في البلاد.